# Aeroportul Mafra
Aeroportul Mafra (IATA: QMF, ICAO: SSMF) este un aeroport din Santa Catarina, Brazilia ce deservește zona Mafra.
Situat la o altitudine de 820 m, aeroportul dispune de 1 pistă.

## Infrastructură

### Piste
Aeroportul dispune de o singură pistă. Pista 3/21 are suprafața de Iarbă și dimensiunile 920 m × 99 m. 